# Mariusz Stachowiak

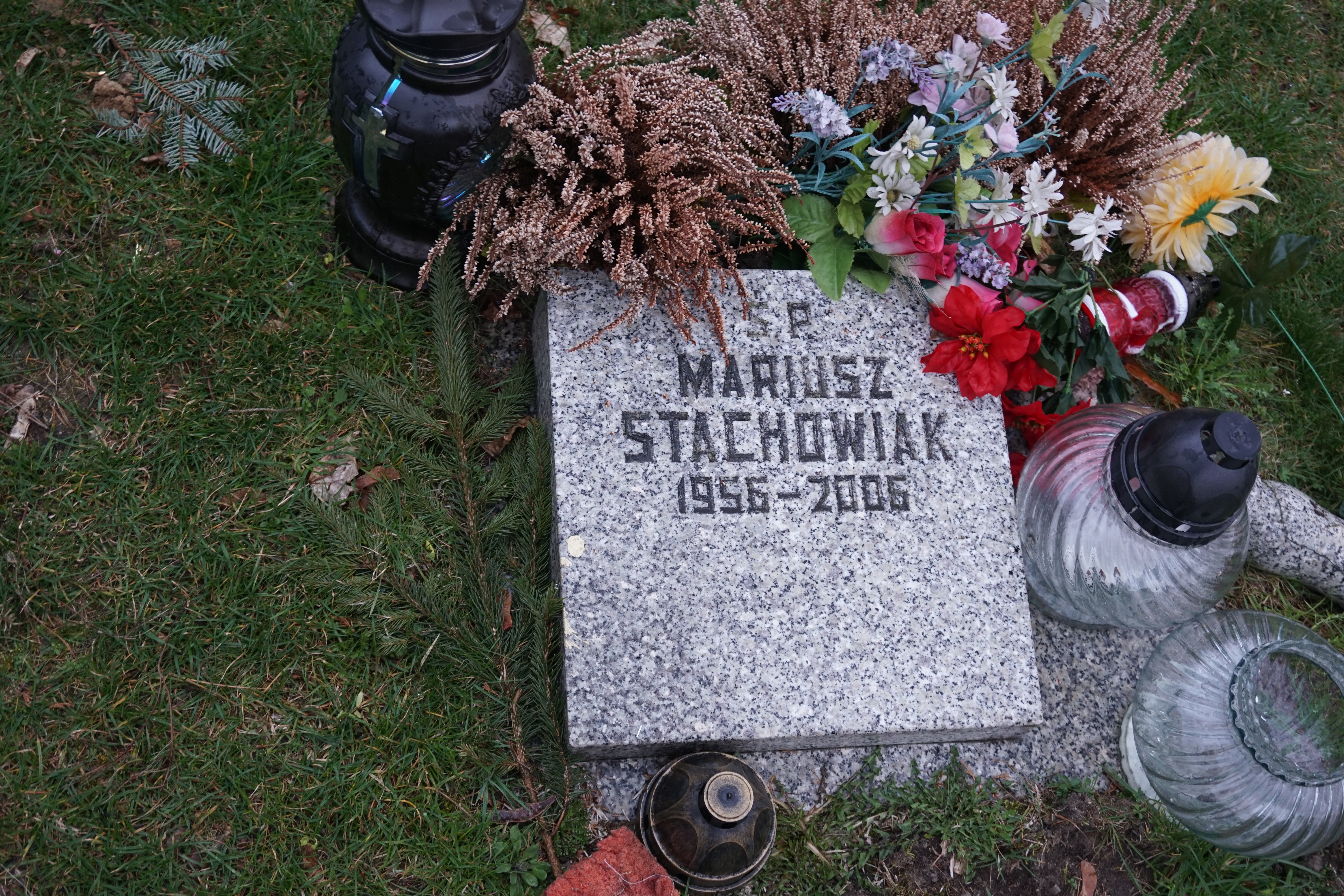
Grób Mariusza Stachowiaka na cmentarzu Miłostowo w Poznaniu

Mariusz Stachowiak (ur. 1956 w Gnieźnie, zm. 9 stycznia 2006 w Poznaniu) – polski fotoreporter.
Współpracował z redakcją tygodnika Wprost. W okresie przemian politycznych w Polsce, zajmował się fotograficzną dokumentacją upadku PRL-u i narodzin III RP. Na swych zdjęciach uwiecznił między innymi: Festiwal w Jarocinie, opozycję antykomunistyczną, bezdomnych mieszkających na dworcach, ludzi z listy najbogatszych Polaków oraz polityków.
Zdjęcia, które zrobił Tadeuszowi Łomnickiemu podczas prób Króla Leara w reżyserii Eugeniusza Korina w Teatrze Nowym w Poznaniu przeszły do historii teatru. Jako fotoreporter-dokumentalista, związany był z Teatrem Dramatycznym im. Szaniawskiego w Wałbrzychu, gdzie uwiecznił na kliszy między innymi przedstawienia Mai Kleczewskiej i Jana Klaty.
Spoczywa na polu urnowym cmentarza komunalnego Miłostowo w Poznaniu.